# Olivier Bentajou
Olivier Bentajou est un poète français né à Toulouse en 1973.

## Prix
Il obtient le Prix de la vocation en poésie en 1994 pour "De la danse" aux Éditions Obsidiane.